# Кубжани
Кубжани (пол. Kubrzany) — село в Польщі, у гміні Єдвабне Ломжинського повіту Підляського воєводства.
Населення — 110 осіб (2011).
У 1975-1998 роках село належало до Ломжинського воєводства.

## Демографія
Демографічна структура станом на 31 березня 2011 року:
|          | Загалом | Допрацездатний вік | Працездатний вік | Постпрацездатний вік |
| -------- | ------- | ------------------ | ---------------- | -------------------- |
| Чоловіки | 57      | 16                 | 32               | 9                    |
| Жінки    | 53      | 17                 | 24               | 12                   |
| Разом    | 110     | 33                 | 56               | 21                   |